# إيفون كيني
إيفون كيني (بالإنجليزية: Yvonne Kenny)‏ هي مغنية ومغنية أوبرا أسترالية، ولدت في 25 نوفمبر 1950 في سيدني في أستراليا.

## وصلات خارجية
- الموقع الرسمي
- إيفون كيني على موقع IMDb (الإنجليزية)
- إيفون كيني على موقع ميوزك برينز (الإنجليزية)
- إيفون كيني على موقع أول ميوزيك (الإنجليزية)
- إيفون كيني على موقع ديسكوغز (الإنجليزية)
- إيفون كيني على موقع قاعدة بيانات الفيلم (الإنجليزية)